# Josep Lluís Núñez

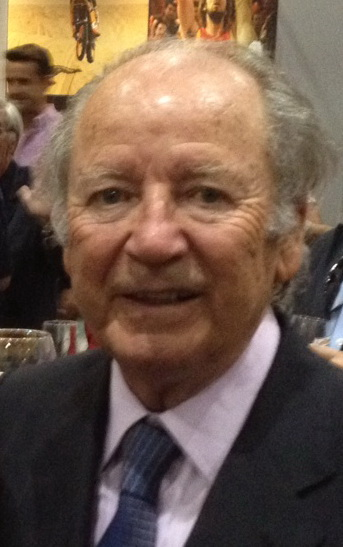
Núñez in 2012

Josep Lluís Núñez Clemente (Barakaldo, 7 september 1931 – Barcelona, 3 december 2018) was een Spaans zakenman en voormalige president van Futbol Club Barcelona. Hij leidde de Catalaanse topclub van 1978 tot 2000. Onder het bewind van Núñez groeide FC Barcelona uit tot een op sportief en economisch gebied succesvolle club.   
Núñez werd op 6 mei 1978 verkozen als opvolger van Raimon Carrasco voor de positie van president van FC Barcelona. Hij begon met het herstructureren van de financiële situatie en het uitbreiden van de faciliteiten van de club. Het stadion Camp Nou werd meerdere malen gerenoveerd en uitgebreid, de jeugdopleiding werd in 1979 in La Masía ondergebracht, het Mini Estadi werd gebouwd en in 1982 in gebruik genomen en in 1984 werd het clubmuseum geopend. 
Ook op sportief gebied was de periode-Núñez een groot succes. In totaal werden 176 prijzen veroverd en de voetbal-, basketbal- en handbalafdelingen groeiden uit tot internationale referentiepunten. Het eerste voetbalelftal werd onder het bewind van Núñez zeven keer landskampioen (1985, 1991, 1992, 1993, 1994, 1998, 1999), zeven keer Spaans bekerwinnaar (1978, 1981, 1983, 1988, 1990, 1997, 1998) en vijf keer Europees bekerwinnaar (Europacup II 1979, 1982, 1989 en 1997 en Europacup I 1992). Bovendien had FC Barcelona ten tijde van Núñez met onder andere Maradona, Romário, Christo Stoitsjkov en Rivaldo enkele internationale sterren onder contract staan. 
Núñez kreeg echter ook grote tegenslagen te verduren. In 1988 kwam vrijwel de gehele spelersgroep in opstand in wat bekendstaat als de "Motí de l'Hesperia", waarna Núñez de meeste rebellen moest ontslaan. Korte tijd later werd Johan Cruijff aangesteld als trainer. Conflicten tussen Núñez en de Nederlander leidden er in 1996 toe dat Núñez de impopulaire maatregel nam om Cruijff te ontslaan. In de jaren na het gedwongen vertrek van Cruijff nam de druk op Núñez steeds meer toe. Hij moest afrekenen met de oppositiegroep Elefant Blau (Blauwe Olifant) onder aanvoering van de latere clubpresident Joan Laporta. Na het ontslag van coach Louis van Gaal in mei 2000, vond Núñez dat zijn eind als president van FC Barcelona was gekomen en hij besloot af te treden. Joan Gaspart werd enkele maanden later door de leden verkozen tot zijn vervanger als president van de club.